# Route 136 (Montréal)
Ne doit pas être confondu avec Route 136 (Québec).
Pour les articles homonymes, voir Route 136.
La route 136 (R-136) ou autoroute Ville-Marie  est une route nationale québécoise desservant le centre-ville de Montréal. Elle débute à l'ouest à l'échangeur Turcot à la jonction de l'A-15 et de l'A-20, traverse ensuite la ville de Westmount ainsi que les arrondissements montréalais de Ville-Marie et du Sud-Ouest et se termine à la hauteur du pont Jacques-Cartier où elle devient la rue Notre-Dame Est.
Portant jusqu'en 2021 la désignation d'Autoroute 720, l'itinéraire de la route 136 prend essentiellement la forme d'une autoroute, soit une route à chaussée divisée, à accès contrôlé et à vitesse élevée. Une partie du trajet de cette autoroute passe sous le centre-ville, soit entre les rues Guy et Saint-Urbain, puis sous le palais des congrès et le square Viger, entre les rues de l'Hôtel-de-Ville et Saint-André.
En 2021, sa section la plus achalandée affiche un débit journalier moyen annuel de 103 000 véhicules entre les sorties 2 (Atwater) et 3 (Guy).

## Histoire
L’idée d'une autoroute traversant le centre-ville de Montréal d'est en ouest apparaît officiellement en février 1948. La ville de Montréal envisage de construire une autoroute surélevée reliant les ponts Honoré-Mercier et Jacques-Cartier en longeant l'emprise ferroviaire du Canadien National dans la cour Turcot puis le canal de Lachine et les quais du Vieux-Port. Mais le projet entrant en concurrence avec celui de boulevard Métropolitain, il fut mis en veilleuse et ne ressurgira que dix années plus tard.

### Planification
Au début des années 1960, la ville se désintéressa des autoroutes pour se concentrer sur la construction d'un métro. Le projet d'autoroute est-ouest fut repris par « l’équipe du tonnerre » de Jean Lesage, nouvellement élu à la tête du Québec. Au même moment, l'opposition citoyenne, arguant que le tracé allait détruire des édifices patrimoniaux du Vieux-Montréal, tel le marché Bonsecours, et les autorités du port de Montréal, inquiètes qu'un viaduc n’interfère avec leurs activités, amenèrent le gouvernement à modifier le tracé en 1963. L'autoroute allait désormais suivre les rails du Canadien Pacifique jusqu'à la rue Guy puis traverser le centre-ville à hauteur de la rue Craig. De plus elle serait en tranchée sur le modèle de l'autoroute Décarie.

### Construction
| Kilomètres | Ouverture | Notes                                                          |
| ---------- | --------- | -------------------------------------------------------------- |
| 0 à 3      | 1972      | De Autoroute 15 / Autoroute 20 (échangeur Turcot) à la rue Guy |
| 3 à 5,5    | 1974      | De la rue Guy à la rue Sanguinet (Tunnel Ville-Marie)          |
| 5,5 à 6    | 1982      | De la rue Sanguinet à la rue Saint-André (Tunnel Viger)        |
| 6 à 6,8    | 1985      | De la rue Saint-André à l'avenue Papineau                      |

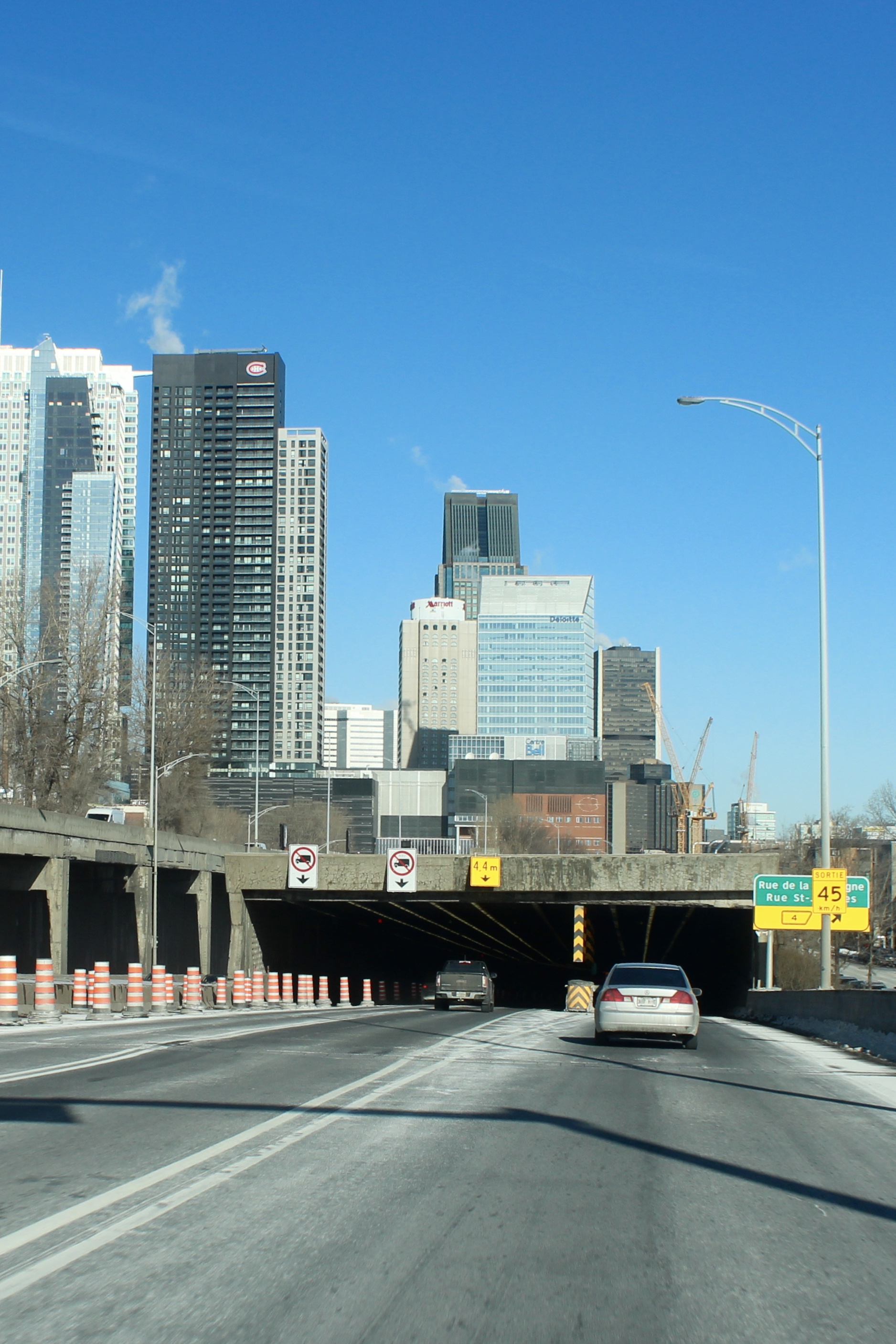
Entrée ouest du tunnel Ville-Marie.

En 1965 les travaux de démolition commencèrent, oblitérant plus de 850 bâtiments dans les quartiers de Saint-Henri à l'ouest et Ville-Marie à l'est. Puis, la construction de l'autoroute débuta le 18 octobre 1970. La première section, construite sur viaduc de l'échangeur Turcot à la rue Guy, ouvrit à la circulation en novembre 1972.
La deuxième section, construite en tranchée, fut ouverte deux ans plus tard. Pour préserver la place Victoria et son square ainsi que la connectivité entre les quartiers du centre-ville, le ministère des Transports du Québec (MTQ) prit la décision de couvrir, dès son excavation, la tranchée de l'autoroute entre les rues Guy et De Bleury. À cet effet, l'autoroute, au fond d'une tranchée de 42 mètres de large et 10 mètres de profondeur fut recouverte par une dalle de béton armé supportant ses voies d'accès et, un étage au-dessus, les bâtiments construits par la suite comme le siège de l'OACI. L'ensemble, incluant un échangeur reliant le boulevard Robert-Bourassa, est nommé Tunnel Ville-Marie et comprend 8,4 kilomètres de tunnels dont la largeur varie de une à cinq voies de circulation.
Les travaux relatifs à la troisième section de l'autoroute devant relier le pont-tunnel Louis-Hippolyte-La Fontaine (A-25) débutèrent en 1970 avec la destruction, sur les 9 kilomètres d'emprise, de 1 200 maisons à travers le quartier d'Hochelaga-Maisonneuve et la construction d'un échangeur avec l'A-25.

#### Arrêt des prolongements
L'élection du Parti québécois amena au pouvoir des opposants à l'autoroute Est-Ouest. Les travaux furent arrêtés le 10 décembre 1976 et un moratoire sur tout prolongement décrété l’année suivante. En 1978, le projet d'autoroute fut annulé au profit d'un boulevard urbain longeant la rue Notre-Dame Est, entre autres pour sauvegarder les édifices patrimoniaux au pied du pont Jacques-Cartier (prison des Patriotes et maison du gouverneur).
Une troisième section de l'autoroute, des rues Sanguinet à Papineau fut tout de même construite entre décembre 1980 et 1985, là encore en dépression et partiellement couverte par un parc, dessiné par Charles Daudelin, Peter Gnass et Claude Théberge, formant le Tunnel Viger long de 460 mètres.
La construction d'un boulevard de six voies, séparées par un terre-plein central et bordées d'un parc linéaire protégeant les habitations, débuta en août 1983. Le plan était alors d’étendre ce « boulevard Ville-Marie » jusqu’à la hauteur de la rue Viau d’où il serait étagé pour rejoindre l’échangeur Hochelaga. Cependant, en novembre de la même année, l'opposition des citoyens des quartiers traversés fit s’arrêter le projet à la rue Frontenac; seuls le parc et sa piste cyclable seront prolongés sur toute la longueur prévue.
En 1989, le ministre des Transports du Québec annonçait que le boulevard serait achevé. Mais, dix ans plus tard, seul le tronçon entre la rue Dickson et l’échangeur Hochelaga, dans l'axe de l'avenue Souligny, était mis en service.

#### Développements récents
Entre les rues Frontenac et Vimont, la rue Notre-Dame Est reste inchangée hormis quelques aménagements sécuritaires. En raison des 75 000 véhicules qui empruntent chaque jour ses quatre voies, la congestion automobile y est récurrente et plusieurs projets ont vu le jour pour résoudre ce problème.
En 2001, le MTQ proposa de compléter l'autoroute par six voies en tranchée, recouvertes sporadiquement de parcs pour 263 millions de dollars. La ville de Montréal s'opposa à ce projet et proposa, l’année suivante, un boulevard urbain de huit voies pour 500 millions de dollars. En 2005, le MTQ et la ville s'entendent pour fusionner leurs propositions respectives en un projet hybride autoroute/boulevard dont 3,5 kilomètres seraient en tranchées et dont deux des quatre voies (dans chaque direction) seraient réservées aux autobus et au covoiturage respectivement,. Le projet fut lancé en 2006 et devait s'étaler sur six ans. La première phase des travaux, dans le secteur de l'avenue Souligny, débuta en décembre 2008, mais fut arrêtée au bout de deux mois en raison de l'explosion des coûts. Le budget prévisionnel, passé de 750 millions à 1,5 milliard, obligea le MTQ à revoir le projet à la baisse. Depuis, si le prolongement de l'A-720 semble définitivement écarté, le réaménagement de la rue Notre-Dame Est se poursuit par phases, plus lentement.
Lors des travaux de reconstruction de l'échangeur Turcot, les voies de l'autoroute sont réduites en largeur, désormais trop étroites pour répondre aux normes autoroutières. En conséquence, l'A-720 est renumérotée route 136. Le changement est effectif en avril 2021.
Ces dernières années, la zone sous la partie surélevée est le site d'un campement de sans-abri.

#### Recouvrements

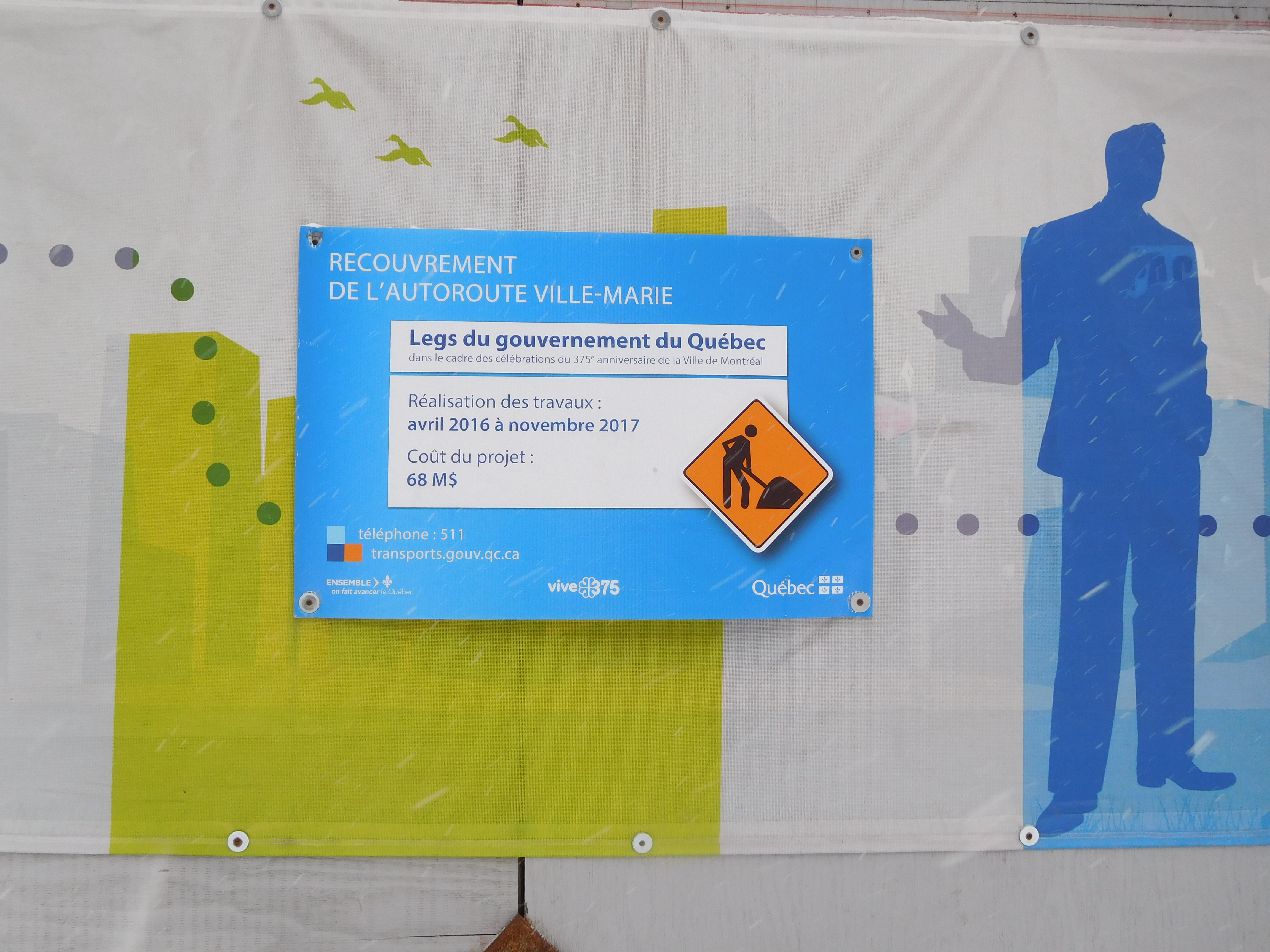
Panneau pour le recouvrement en 2016

La première section en tranchée de l'autoroute Ville-Marie recouverte est le segment entre les rues Jeanne-Mance et Saint-Urbain (environ 200 mètres). À cet endroit, les véhicules circulent sous le Palais des Congrès de Montréal, érigé en 1983 directement au-dessus de la voie rapide[réf. nécessaire].
La tranchée restante entre le square Victoria et la rue Jeanne-Mance, longue d'environ 300 mètres, fut couverte par l’édifice Jacques-Parizeau, la place Jean-Paul-Riopelle et l'extension du Palais des Congrès entre 1999 et 2004.
Pour le 375e anniversaire de fondation de Montréal en 2017, le recouvrement d'une section de la voie rapide adossée à la station de métro Champ-de-Mars est annoncé, prolongeant de 125 mètres le tunnel Viger,. La place des Montréalaises, comprenant un vaste plan incliné fleuri, est prévu pour la station de métro et le Champ-de-Mars en 2022.

### Futur
Le projet de convertir la rue Notre-Dame Est en boulevard urbain jusqu'à l'avenue Souligny est toujours d’actualité, mais aucun échéancier n'est prévu.
Un projet de réfection majeure des tunnels Ville-Marie et Viger s’échelonnera de 2020 à 2030. Le financement du projet d’un peu plus de 2 milliards de dollars sera entièrement assumé par le ministère des Transports.
Des 325 mètres de tranchée restant à découvert entre les tunnels Ville-Marie et Viger, 125 m pourraient être couverts par une extension prochaine du Palais des Congrès.

## Description
Originellement, l'autoroute Ville-Marie devait faire partie de la route Transcanadienne, mais ce rôle fut dévolu à l'autoroute métropolitaine. Elle devait être aussi une section de l'A-20 prolongée jusqu'à l'A-25. Incomplète, elle fut désignée en 1990 autoroute collectrice de l'A-20, ou A-720.

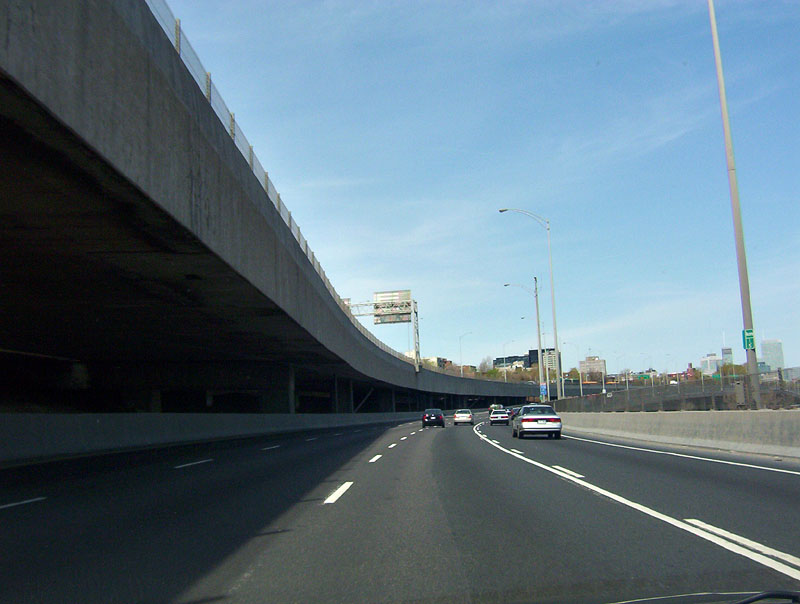
Voies surélevées direction centre-ville (est).
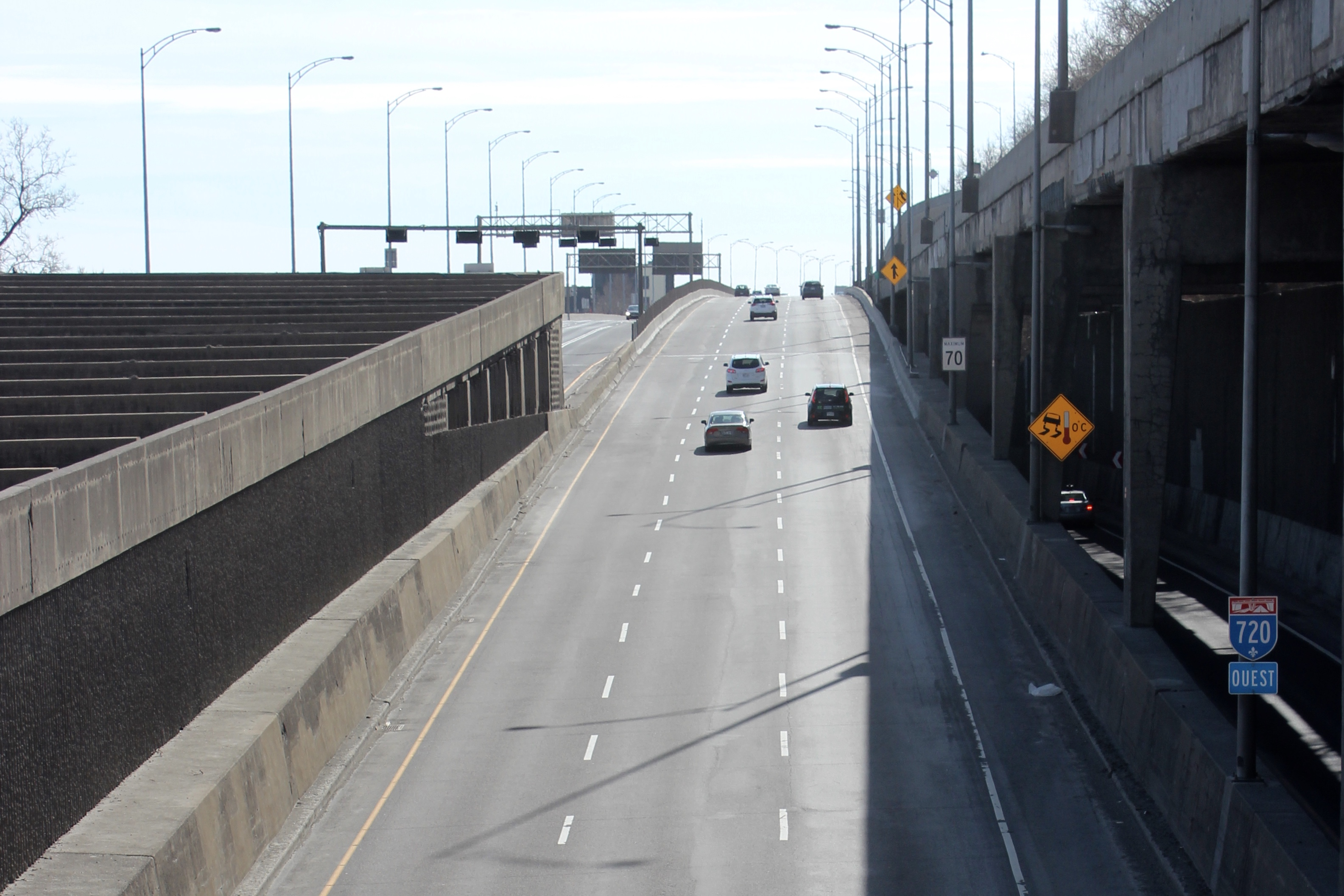
Sortie ouest du tunnel Ville-Marie.
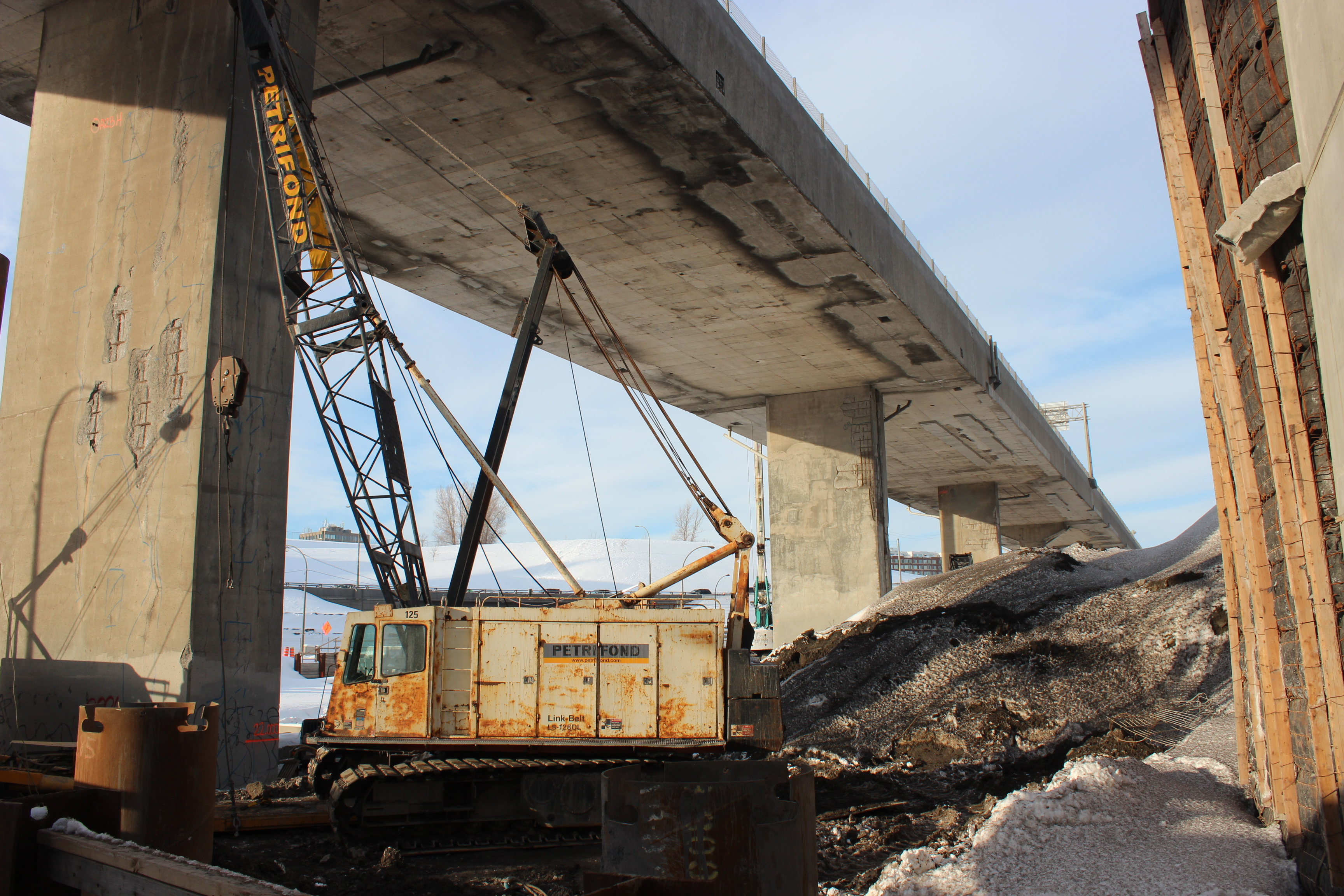
Démolition du viaduc originel.

La première portion de la route 136, reliant l’échangeur Turcot au centre-ville, est un viaduc à deux niveaux de 3 kilomètres longeant les voies de chemin de fer joignant la gare Lucien-l'Allier. Construites à flanc de falaise, les voies en direction de l'ouest se trouvent de 0 à 6 mètres au-dessus des voies en direction de l'est, elles-mêmes de 0 à 10 mètres au-dessus du sol (aux pieds de la falaise). Les deux niveaux comportent quatre voies de circulation se réduisant à trois à l'approche du tunnel Ville-Marie.
Dans le cadre du nouvel échangeur Turcot, achevé en 2020, les deux tiers ouest des viaducs, soit de l’échangeur jusqu’à l'avenue Greene, ont été détruits et l'autoroute a été reconstruite sur du remblai pour faciliter son entretien. En direction est, le nombre de voies passe de quatre à six, dont une voie réservée aux autobus et aux taxis et ce, jusqu'à la sortie n°3 (Atwater).

### Tunnel Ville-Marie

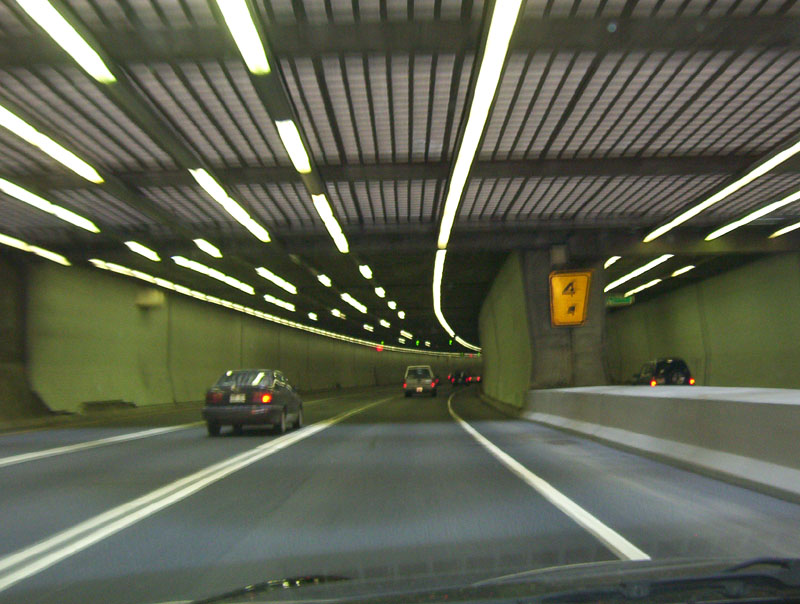
Entrée ouest du tunnel Ville-Marie.
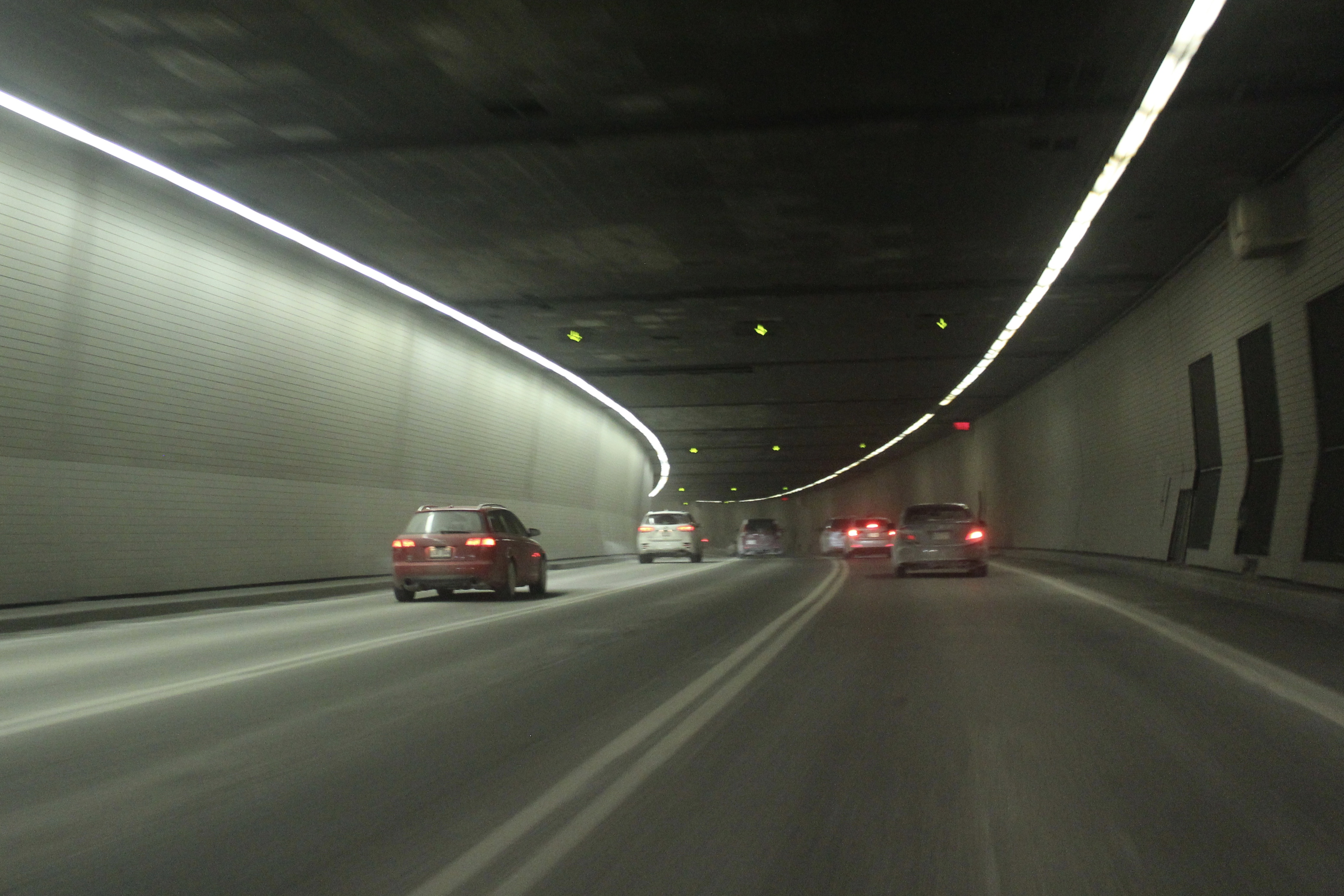
Tunnel Ville-Marie, direction ouest.
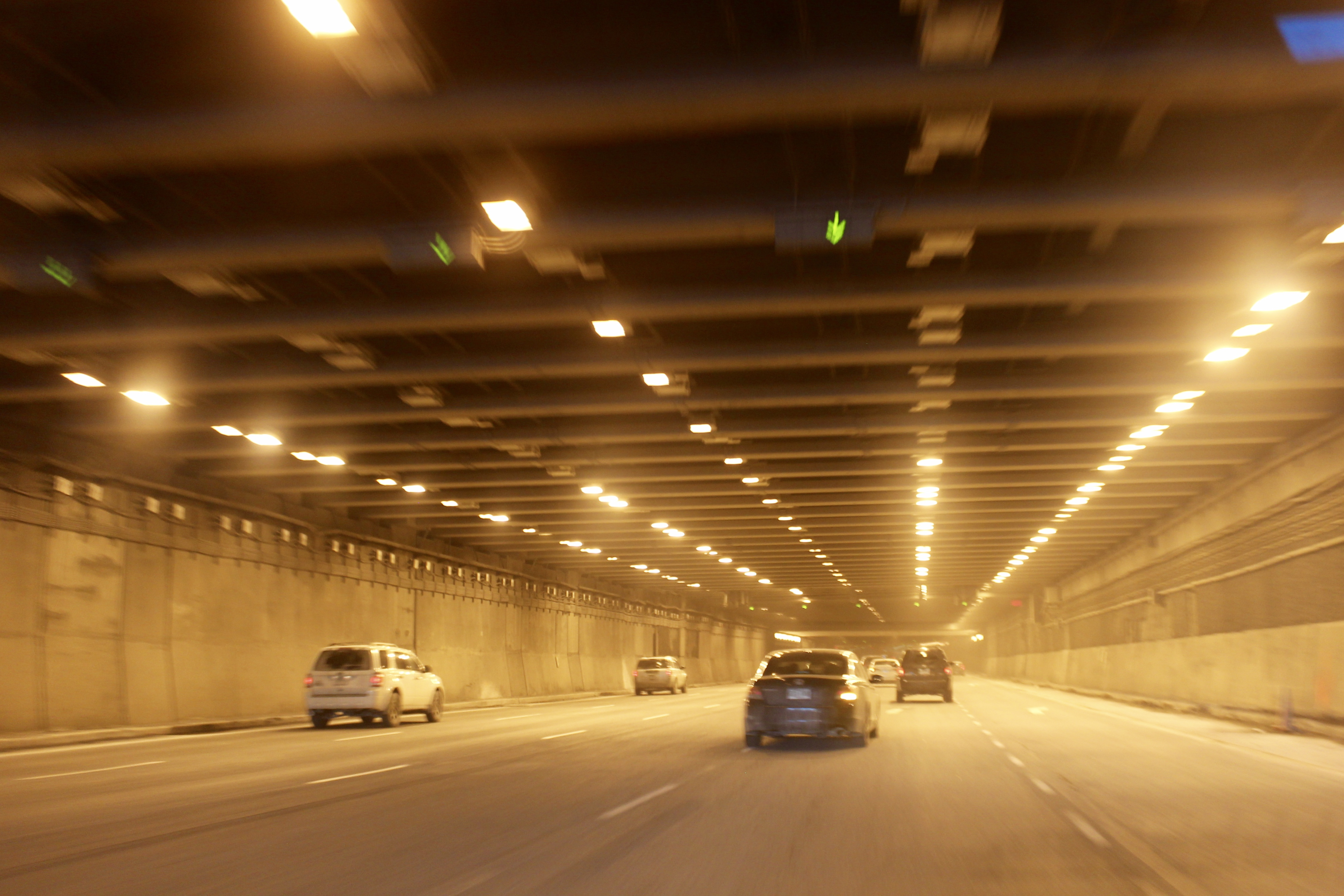
Tunnel Ville-Marie sous le Palais des Congrès.

La seconde section autoroutière est formée du tunnel Ville-Marie, long de 2 kilomètres. Les murs des tunnels originaux sont recouverts de carreaux de céramique blanche et ne sont pas droits pour limiter l'amplification du bruit de circulation par résonance. Sous le Palais des Congrès et l’édifice Jacques-Parizeau, construits par la suite, le plafond du tunnel n'est plus une dalle de béton, mais une succession de poutres d'acier.
Entre ces deux extrémités, le tunnel n'est pas droit, mais courbé vers le sud. Cette configuration a été retenue pour permettre l’intégration souterraine de l’échangeur Université connectant la 136 avec le boulevard Robert-Bourassa et les rues Mansfield et de la Cathédrale[réf. nécessaire]. De plus, le tracé du tunnel évitait ainsi les fondations de la gare Windsor et de la Place Bonaventure.

### Tunnel Viger

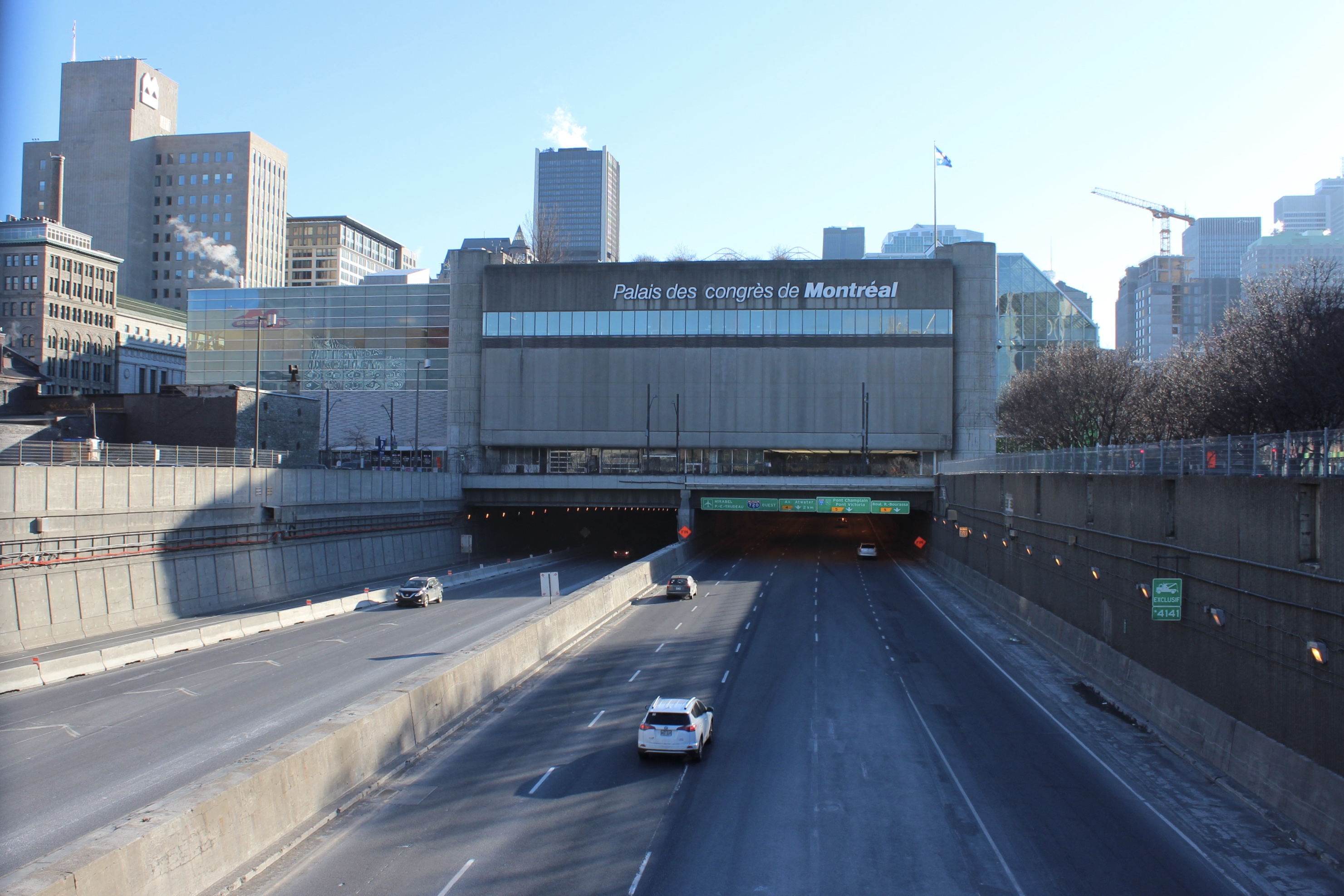
Extrémité est du tunnel Ville-Marie.
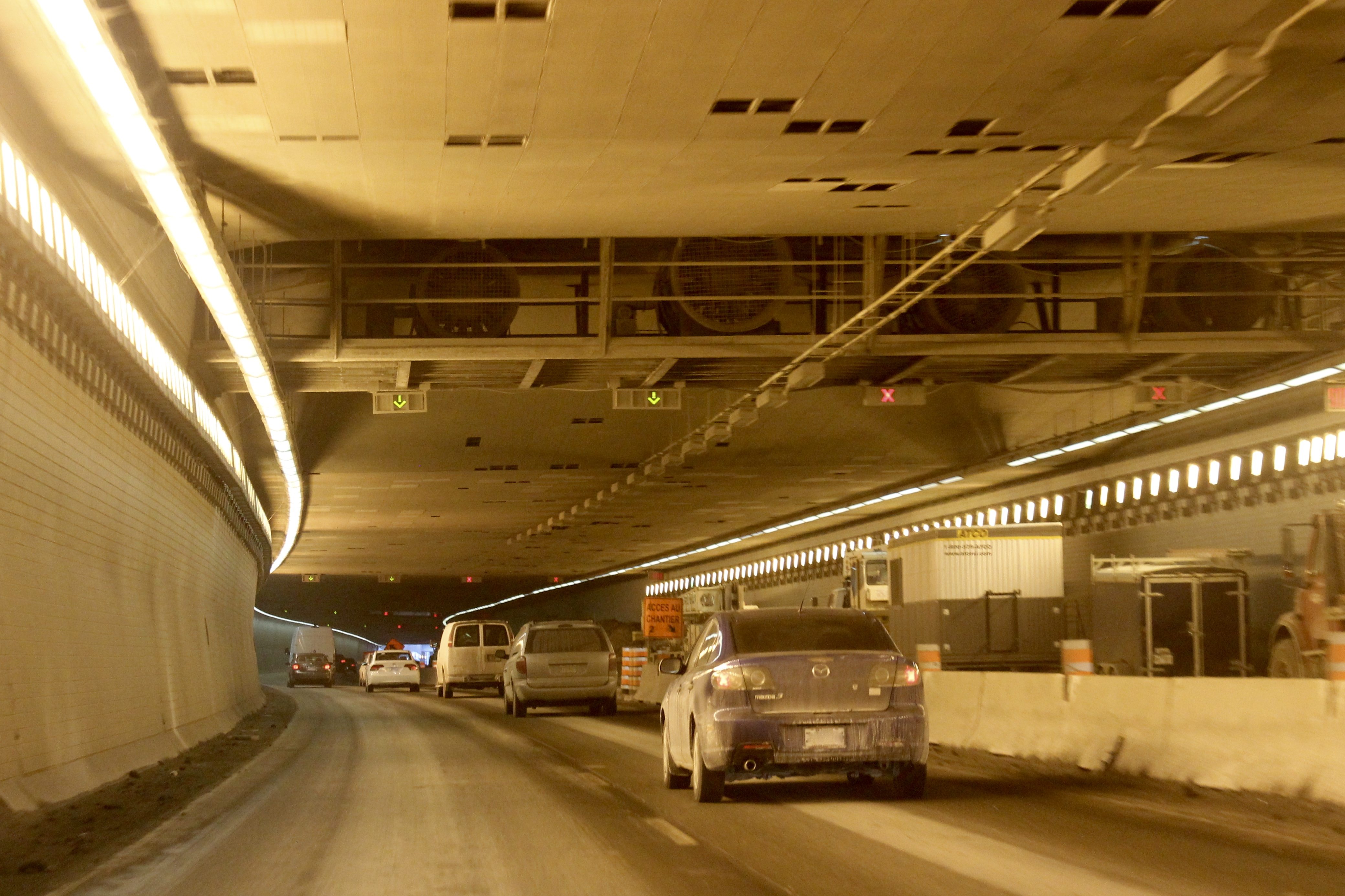
Tunnel Viger en travaux.
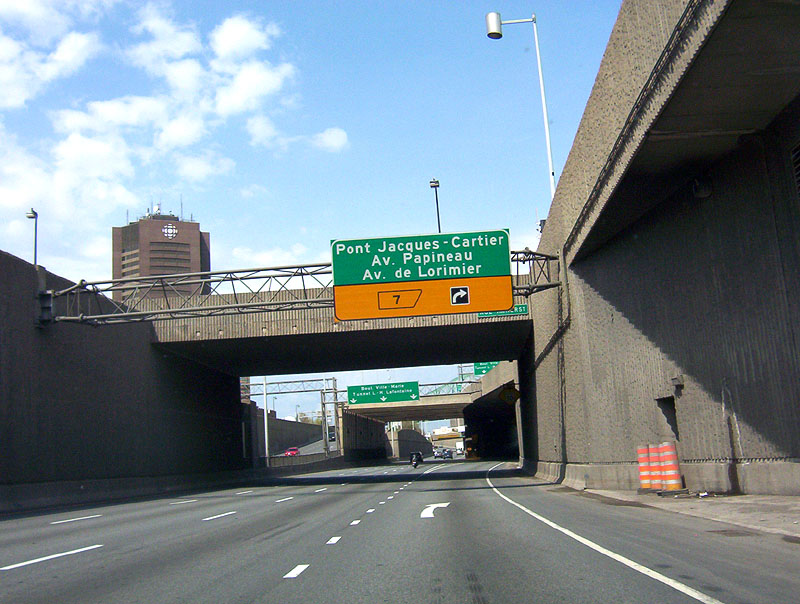
Extrémité est de l'autoroute Ville-Marie.

La troisième et dernière section est formée d'une tranchée d'environ 1,5 kilomètre. Couverte sur 585 mètres, entre l'avenue de l'Hôtel-de-Ville et la rue Saint-André, elle prend le nom de tunnel Viger. Au-dessus du tunnel, s’étendent d'est en ouest : le square Viger, en réfection depuis 2016 ; les centres de recherche et administratifs du CHUM et une place publique face à la station de métro Champ-de-Mars, devant ouvrir en 2018.
En direction ouest la voie rapide débute à la rue Panet, en face de la maison de Radio-Canada. En direction est, elle s’achève à l'avenue Papineau où elle fait surface et se fond avec l'avenue Viger Est puis la rue Notre-Dame Est à partir de l'avenue de Lorimier à la hauteur du pont Jacques-Cartier. Pour accommoder le volume de circulation en provenance de la route 136, l’extrémité de l'avenue Viger Est, ainsi que 800 mètres de la rue Notre-Dame Est, sont aménagés en boulevard urbain de trois voies par directions séparées par un terre-plein central.

## Intersections majeures
| MRC               | Municipalité | km    | Sortie                               | Destinations                                                                        | Notes |
| ----------------- | ------------ | ----- | ------------------------------------ | ----------------------------------------------------------------------------------- | --- |
| Montréal          | Montréal     | 0,00  | —                                    | A-20 ouest – Aéroport P.E. Trudeau, Toronto                                         | Sortie 68 de l'A-20                                                                                       |
| Montréal          | Montréal     | 0,00  | 1-S                                  | A-15 sud / A-20 est / Rue Saint-Rémi / Boulevard Décarie – Pont Samuel-De Champlain | Échangeur Turcot                                                                                          |
| Montréal          | Montréal     | 0,00  | 1-N                                  | A-15 nord – Laval, Aéroport Mirabel                                                 | Sortie 63 de l'A-15                                                                                       |
| Montréal          | Westmount    | 1,60  | 2r                                   | Rue Saint-Jacques                                                                   | Sortie direction ouest, entrée direction est                                                              |
| Montréal          | Westmount    | 2,50  | 2r                                   | Avenue Atwater                                                                      | Sortie direction est seulement                                                                            |
| Montréal          | Montréal     | 3,30  | 3                                    | Rue Guy – Centre-ville                                                              | Sortie direction est, entrée direction ouest                                                              |
| Montréal          | Montréal     | 3,60  | 4                                    | Avenue Atwater                                                                      | Sortie direction ouest seulement                                                                          |
| Montréal          | Montréal     | 4,30  | 4                                    | Rue de la Montagne / Rue Saint-Jacques                                              | Sortie direction est, entrée direction ouest                                                              |
| Montréal          | Montréal     | 4,40  | Terminus ouest du Tunnel Ville-Marie | Terminus ouest du Tunnel Ville-Marie                                                | Terminus ouest du Tunnel Ville-Marie                                                                      |
| Montréal          | Montréal     | 5,60  | 5                                    | Vers A-10 est – Pont Champlain, Sherbrooke, Boulevard Robert-Bourassa               | Sortie direction ouest, entrée direction est                                                              |
| Montréal          | Montréal     | 6,50  | 6                                    | Boulevard Saint-Laurent / Rue Berri – Vieux-Montréal, Vieux-Port                    | Sortie direction est, entrée direction ouest                                                              |
| Montréal          | Montréal     | 7,50  | Terminus est du Tunnel Ville-Marie   | Terminus est du Tunnel Ville-Marie                                                  | Terminus est du Tunnel Ville-Marie                                                                        |
| Montréal          | Montréal     | 7,60  | 7                                    | Pont Jacques-Cartier / Avenue Papineau / Avenue De Lorimier                         | Sortie direction est, entrée direction ouest; intersection à niveau                                       |
| Montréal          | Montréal     | 8,50  | —                                    | Rue Notre-Dame                                                                      | Continue au-delà de l'Avenue Papineau                                                                     |
| Montréal          | Montréal     | 15,50 | 15                                   | Avenue Souligny / A-25 vers A-20 – Laval, Tunnel Louis-H.-Lafontaine                | Indiqué sortie 15-S (sud) et 15-N; aurait été le terminus est si le projet autoroutier avait été complété |
| - Accès incomplet |              |       |                                      |                                                                                     | |

## Accidents et incidents

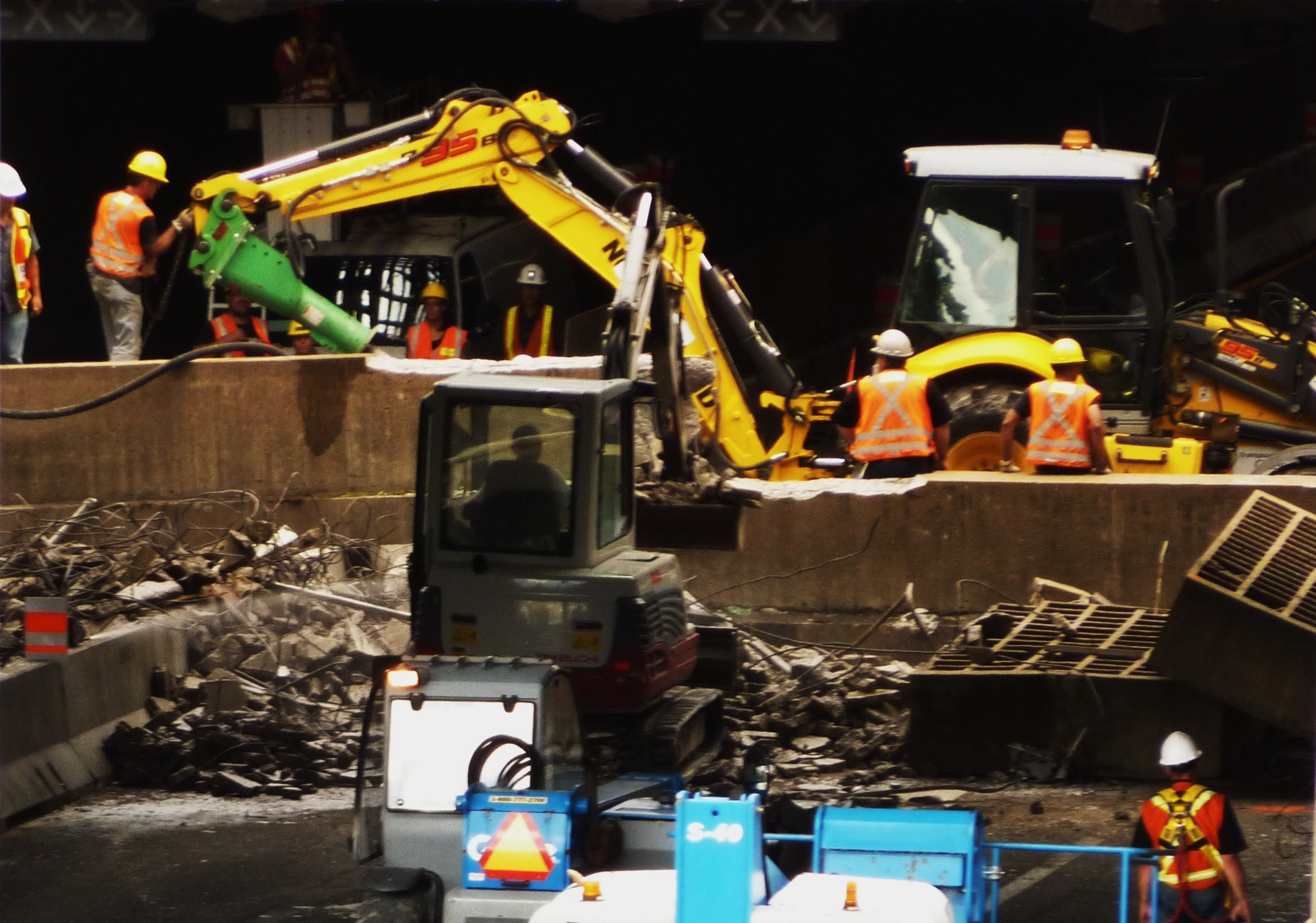
Travaux de dégagement de la poutre effondrée.

Le 31 juillet 2011 vers 9:10 (HAE), une poutre en béton de 25 tonnes supportant des paralumes cède lors de travaux d'entretien sur le tunnel Viger et s’écrase sur la chaussée. On ne déplore aucune victime. Le tunnel Ville-Marie reste fermé pendant six jours en direction est.